# Deliilyas, Altınyayla
Deliilyas là một thị trấn thuộc huyện Altınyayla, tỉnh Sivas, Thổ Nhĩ Kỳ. Dân số thời điểm năm 2011 là 1.935 người.